# Northern Premier League (angol labdarúgó-bajnokság)
A Northern Premier League Észak-, és Közép-Anglia északi megyéinek, többnyire fél-profi klubjai számára kiírt regionális ligája. A velük párhuzamosan futó Isthmian League és a Southern League bajnokságaival együtt bonyolítják le az angol labdarúgó-bajnokságok hetedik és nyolcadik szintjét.
Legfelsőbb osztálya a Premier Division, amely alatt a nyolcadik osztályt, a Division One North és a Division One South csapatai képviselik. A divíziók összesen 68 klub részvételét biztosítják a ligában.

## Története
1968-ban a Northern Premier League, az észak-angliai amatőr labdarúgás szerteágazó rendszerének csoportosítása végett alakult. Az addigi első számú észak-angliai labdarúgó-szervezet, a Northern League hamarosan kénytelen volt bajnokságait az NPL rendszerébe építeni, így az Isthmian League és a Southern League mellett, a legmagasabb szintű amatőr bajnoki küzdelmeket szervezi.

## A bajnokság rendszere

A hetedosztály területi felosztása

A nyolcadosztály területi felosztása

Mindegyik részt vevő két alkalommal mérkőzik meg ellenfelével.
A győztes 3 ponttal lesz gazdagabb, döntetlen esetén 1 pontot kap mindkét csapat, a vereségért nem jár pont.
Premier Division: 
A bajnokság első helyezettje a következő évben a National League North résztvevőjeként szerepelhet, a rájátszásban győztes csapattal együtt. Az utolsó négy helyezett a másodosztály (Division One) északi- vagy déli sorozatában folytathatja.
Division One North:
Az első helyezett és a rájátszás győztese jogosult az első osztályú (Premier Division) részvételre. Két csapat esik ki és a kilencedik osztályban, a Midland Football League, Northern League, Northern Counties East League, North West Counties League bajnokságaiban folytatja a továbbiakban, a területi besorolásoktól függően.
Division One South:
A bajnok és a rájátszás győztese feljut az első osztályba (Premier Division), míg a három kieső távozik a kilencedik osztályú, Midland Football League, Northern League, Northern Counties East League, North West Counties League bajnokságainak egyikébe, a területi besorolásoktól függően.
A bajnoksághoz 1987-ben csatlakozott a másodosztály, melyet 2007-től osztottak két régióra.
A liga korábbi elnevezései az alábbi listában olvashatóak:
- 1968–napjainkig:  Premier Division
- 1987–2007-ig:  Premier Division,  Division One
- 2007–napjainkig:  Premier Division,  Division One North / Division One South

## A 2016-17-es szezon résztvevői

### Premier Division
| Csapat                | Alapítás éve | Város             | Stadion                         | Kapacitás |
| --------------------- | ------------ | ----------------- | ------------------------------- | --------- |
| Ashton United         | 1878         | Ashton-under-Lyne | Hurst Cross                     | 4 500     |
| Barwell               | 1992         | Barwell           | Kirkby Road                     | 2 500     |
| Blyth Spartans        | 1899         | Blyth             | Croft Park                      | 4 435     |
| Buxton                | 1877         | Buxton            | The Silverlands                 | 5 200     |
| Coalville Town        | 1926         | Coalville         | Owen Street                     | 2 000     |
| Frickley Athletic     | 1910         | South Elmsall     | Westfield Lane                  | 2 087     |
| Grantham Town         | 1874         | Grantham          | South Kesteven                  | 7 500     |
| Halesowen Town        | 1873         | Halesowen         | The Grove                       | 5 000     |
| Hednesford Town       | 1880         | Hednesford        | Keys Park                       | 6 500     |
| Ilkeston              | 2010         | Ilkeston          | New Manor Ground                | 3 029     |
| Marine                | 1894         | Crosby            | The Marine Travel Arena         | 3 185     |
| Matlock Town          | 1878         | Matlock           | Causeway Lane                   | 2 757     |
| Mickleover Sports     | 1948         | Mickleover        | The Don Amott Arena             | 1 500     |
| Nantwich Town         | 1884         | Nantwich          | Weaver Stadion                  | 3 500     |
| Rushall Olympic       | 1893         | Rushall           | Dales Lane                      | 1 400     |
| Skelmersdale United   | 1882         | Skelmersdale      | West Lancashire College Stadion | 2 500     |
| Spennymoor Town       | 2005         | Spennymoor        | The Brewery Field               | 4 000     |
| Stafford Rangers      | 1876         | Stafford          | Marston Road                    | 4 000     |
| Stamford              | 1896         | Stamford          | Zeeco Stadion                   | 2 000     |
| Stourbridge           | 1876         | Stourbridge       | War Memorial Athletic Ground    | 2 089     |
| Sutton Coldfield Town | 1879         | Sutton Coldfield  | Central Ground                  | 2 000     |
| Warrington Town       | 1949         | Warrington        | Cantilever Park                 | 2 500     |
| Whitby Town           | 1880         | Whitby            | Turnbull Ground                 | 3 500     |
| Workington            | 1921         | Workington        | Borough Park                    | 3 101     |

### Division One North
| Csapat               | Alapítás éve | Város         | Stadion                          | Kapacitás |
| -------------------- | ------------ | ------------- | -------------------------------- | --------- |
| Bamber Bridge        | 1974         | Bamber Bridge | Sir Tom Finney Stadion           | 2 264     |
| Brighouse Town       | 1963         | Brighouse     | St Giles Road                    | 1 000     |
| Burscough            | 1946         | Pitsea        | Victoria Park                    | 3 054     |
| Clitheroe            | 1877         | Brentwood     | Shawbridge                       | 2 000     |
| Colne                | 1996         | Colne         | Holt House                       | 1 800     |
| Colwyn Bay           | 1881         | Old Colwyn    | Llanelian Road                   | 2 500     |
| Droylsden            | 1892         | Droylsden     | Butcher's Arms Ground            | 3 000     |
| Farsley Celtic       | 2010         | Farsley       | Throstle Nest                    | 3 900     |
| Glossop North End    | 1886         | Glossop       | The Arthur Goldthorpe Stadion    | 1 350     |
| Goole                | 1997         | Goole         | Victoria Pleasure Grounds        | 3 000     |
| Hyde United          | 1919         | Hyde          | Ewen Fields                      | 4 250     |
| Kendal Town          | 1919         | Kendal        | Pye Motors Stadion               | 2 400     |
| Lancaster City       | 1911         | Lancaster     | Giant Axe                        | 3 500     |
| Mossley              | 1903         | Mossley       | Mossley Ground Seel Park         | 4 000     |
| Ossett Albion        | 1944         | Ossett        | Our Physio Stadion               | 3 000     |
| Ossett Town          | 1936         | Ossett        | 4G Voice & Data Stadion          | 1 950     |
| Prescot Cables       | 1884         | Prescot       | Valerie Park                     | 3 200     |
| Radcliffe Borough    | 1949         | Radcliffe     | Stainton Park                    | 3 500     |
| Ramsbottom United    | 1966         | Ramsbottom    | Harry Williams Riverside Stadion | 2 000     |
| Scarborough Athletic | 2007         | Scarborough   | Queensgate                       | 3 000     |
| Tadcaster Albion     | 1892         | Tadcaster     | i2i Stadion                      | 2 000     |
| Trafford             | 1990         | Flixton       | Shawe View                       | 2 500     |

### Division One South
| Csapat                   | Alapítás éve | Város                | Stadion                   | Kapacitás |
| ------------------------ | ------------ | -------------------- | ------------------------- | --------- |
| Rushden & Diamonds       | 2011         | Wellingborough       | Colston Avenue            | 2 500     |
| Basford United           | 1900         | Basford              | Greenwich Avenue          | 1 000     |
| Bedworth United          | 1895         | Bedworth             | The Oval Ground           | 3 000     |
| Belper Town              | 1883         | Belper               | Christchurch Meadow       | 2 400     |
| Carlton Town             | 1904         | Carlton              | Bill Stokeld Stadion      | 1 500     |
| Chasetown                | 1954         | Chasetown            | The Scholars Ground       | 2 000     |
| Evesham United           | 1945         | Evesham              | Spiers & Hartwell Stadion | 3 000     |
| Gresley                  | 1882         | Church Gresley       | The Moat Ground           | 2 400     |
| Kidsgrove Athletic       | 1952         | Kidsgrove            | The Novus Stadion         | 2 000     |
| Leek Town                | 1946         | Leek                 | Harrison Park             | 3 600     |
| Lincoln United           | 1938         | Lincoln              | Ashby Avenue              | 2 200     |
| Loughborough Dynamo      | 1955         | Loughborough         | Nanpantan Sports Ground   | 1 500     |
| Market Drayton Town      | 1969         | Market Drayton       | Greenfields Sports Ground | 1 000     |
| Newcastle Town           | 1964         | Newcastle-under-Lyme | Lyme Valley               | 4 000     |
| Northwich Victoria       | 1874         | Northwich            | Wincham Park              | 4 813     |
| Romulus                  | 1979         | Sutton Coldfield     | Central Ground            | 2 000     |
| Rugby Town               | 1955         | Rugby                | Butlin Road               | 6 000     |
| Shaw Lane                | 2012         | Barnsley             | Shaw Lane                 | 2 000     |
| Sheffield                | 1857         | Sheffield            | Coach & Horses Ground     | 2 089     |
| Spalding United          | 1921         | Spalding             | Sir Halley Stewart Field  | 3 500     |
| Stocksbridge Park Steels | 1986         | Stocksbridge         | Bracken Moor              | 3 500     |
| Witton Albion            | 1887         | Northwich            | Wincham Park              | 4 813     |

## Northern Premier League-bajnoki címek
| Csapat                  | Premier Division | Division One North | Division One South | Division One | Összesen |
| ----------------------- | ---------------- | ------------------ | ------------------ | ------------ | -------- |
| Boston United           | 4                |                    |                    |              | 4        |
| Barrow                  | 3                |                    |                    |              | 3        |
| Macclesfield Town       | 3                |                    |                    |              | 3        |
| Stafford Rangers        | 2                |                    | 1                  |              | 3        |
| Mossley                 | 2                |                    |                    | 1            | 3        |
| Chorley                 | 2                |                    |                    |              | 2        |
| Gateshead               | 2                |                    |                    |              | 2        |
| Marine                  | 2                |                    |                    |              | 2        |
| Runcorn                 | 2                |                    |                    |              | 2        |
| Stalybridge Celtic      | 2                |                    |                    |              | 2        |
| Wigan Athletic          | 2                |                    |                    |              | 2        |
| Chester                 | 1                | 1                  |                    |              | 2        |
| Halifax Town            | 1                | 1                  |                    |              | 2        |
| Accrington Stanley      | 1                |                    |                    | 1            | 2        |
| Blyth Spartans          | 1                |                    |                    | 1            | 2        |
| Colne Dynamoes          | 1                |                    |                    | 1            | 2        |
| Fleetwood Town          | 1                |                    |                    | 1            | 2        |
| Guiseley                | 1                |                    |                    | 1            | 2        |
| Hyde United             | 1                |                    |                    | 1            | 2        |
| Leek Town               | 1                |                    |                    | 1            | 2        |
| North Ferriby United    | 1                |                    |                    | 1            | 2        |
| Mickleover Sports       |                  |                    | 2                  |              | 2        |
| Retford United          |                  |                    | 2                  |              | 2        |
| Bradford Park Avenue    |                  | 1                  |                    | 1            | 2        |
| Altrincham              | 1                |                    |                    |              | 1        |
| Bamber Bridge           | 1                |                    |                    |              | 1        |
| Bangor City             | 1                |                    |                    |              | 1        |
| Burscough               | 1                |                    |                    |              | 1        |
| Burton Albion           | 1                |                    |                    |              | 1        |
| Darlington              | 1                |                    |                    |              | 1        |
| Eastwood Town           | 1                |                    |                    |              | 1        |
| FC United of Manchester | 1                |                    |                    |              | 1        |
| Hucknall Town           | 1                |                    |                    |              | 1        |
| Leigh RMI               | 1                |                    |                    |              | 1        |
| Southport               | 1                |                    |                    |              | 1        |
| Witton Albion           | 1                |                    |                    |              | 1        |
| Fylde                   |                  | 1                  |                    |              | 1        |
| Curzon Ashton           |                  | 1                  |                    |              | 1        |
| Durham City             |                  | 1                  |                    |              | 1        |
| Salford City            |                  | 1                  |                    |              | 1        |
| Skelmersdale United     |                  | 1                  |                    |              | 1        |
| Warrington Town         |                  | 1                  |                    |              | 1        |
| Grantham Town           |                  |                    | 1                  |              | 1        |
| Halesowen Town          |                  |                    | 1                  |              | 1        |
| King's Lynn Town        |                  |                    | 1                  |              | 1        |
| Alfreton Town           |                  |                    |                    | 1            | 1        |
| Barwell                 |                  |                    |                    | 1            | 1        |
| Bridlington Town        |                  |                    |                    | 1            | 1        |
| Buxton                  |                  |                    |                    | 1            | 1        |
| Colwyn Bay              |                  |                    |                    | 1            | 1        |
| Droylsden               |                  |                    |                    | 1            | 1        |
| Harrogate Town          |                  |                    |                    | 1            | 1        |
| Lancaster City          |                  |                    |                    | 1            | 1        |
| Radcliffe Borough       |                  |                    |                    | 1            | 1        |
| Whitby Town             |                  |                    |                    | 1            | 1        |
| Whitley Bay             |                  |                    |                    | 1            | 1        |

## Külső hivatkozások
- Hivatalos weboldal Archiválva 2016. július 2-i dátummal a Wayback Machine-ben
- RSSSF